# Tanana
Tanana (anglicky Tanana River) je řeka na Aljašce USA s prameny v Kanadě (Yukon). Je 960 km dlouhá od soutoku východních a jižních zdrojnic. Povodí má rozlohu 115 000 km².

## Průběh toku
Pramení ve Wrangellově pohoří a dále přijímá vodu z přítoků od pohoří Denali. Ústí zleva do Yukonu.

## Vodní stav
Zdroj vody je sněhovo-dešťový a ledovcový. Nejvyšších vodních stavů dosahuje od června do srpna. Zamrzá od října do května. Průměrný průtok vody činí 970 m³/s.

## Doprava
Vodní doprava je možná do vzdálenosti 360 km od ústí. Na pravém přítoku Cheně leží město Fairbanks. Níže na soutoku s řekou Nenana leží přístavní město Nenana.
Podél řeky Tanana vede Aljašská dálnice, železnice spojující Fairbanks a Anchorage a také letecké linky s přestupem v Anchorage.